# Takuya Ishioka
Takuya Ishioka (石岡拓也?, Ishioka Takuya; Sōma, 16 dicembre 1971) è un ex sciatore alpino giapponese.

## Biografia
Specialista delle prove tecniche originario di Hamamatsu, Ishioka debuttò in campo internazionale ai Mondiali juniores di Zinal 1990; in Coppa del Mondo ottenne il primo piazzamento il 10 dicembre 1991 a Sestriere in slalom speciale (25º) e ai successivi XVI Giochi olimpici invernali di Albertville 1992, sua prima presenza olimpica, si classificò 41º nel supergigante, 29º nello slalom gigante, 9º nella combinata e non completò lo slalom speciale. Ottenne i migliori piazzamenti in Coppa del Mondo il 6 dicembre 1992 a Val-d'Isère e il 9 gennaio 1994 a Kranjska Gora in slalom speciale (19º); ai XVII Giochi olimpici invernali di Lillehammer 1994 fu 19º nello slalom speciale e non completò la combinata, mentre a quelli di Nagano 1998, sua ultima presenza olimpica, si classificò 29º nello slalom gigante e 21º nello slalom speciale.
Conquistò l'ultima vittoria in Far East Cup il 6 marzo 2000 a Shigakōgen in slalom speciale; nella medesima specialità prese per l'ultima volta il via in Coppa del Mondo, il 18 febbraio 2001 a Shigakōgen senza completare la prova, e ottenne l'ultimo podio in Far East Cup, il 3 marzo 2001 a Hakuba (2º). Si ritirò durante la stagione 2001-2002 e la sua ultima gara fu uno slalom speciale FIS disputato il 27 gennaio ad Asarigawaonsen; non prese parte a rassegne iridate.

## Palmarès

### Coppa del Mondo
- Miglior piazzamento in classifica generale: 93º nel 1994

### Far East Cup
- 11 podi (dati dalla stagione 1994-1995):
  - 5 vittorie
  - 4 secondi posti
  - 2 terzi posti

#### Far East Cup - vittorie
| Data             | Località    | Paese         | Specialità |
| ---------------- | ----------- | ------------- | ---------- |
| 7 marzo 1995     | Nozawaonsen | Giappone      | GS         |
| 11 marzo 1995    | Shigakōgen  | Giappone      | SL         |
| 22 febbraio 1997 | Yongpyong   | Corea del Sud | SL         |
| 18 marzo 1998    | Nozawaonsen | Giappone      | SL         |
| 6 marzo 2000     | Shigakōgen  | Giappone      | SL         |

Legenda:

GS = slalom gigante

SL = slalom speciale

### Campionati giapponesi
- 6 medaglie (dati dalla stagione 1994-1995)[1]:
  - 3 ori (slalom gigante, slalom speciale nel 1995; slalom speciale nel 1999)
  - 1 argento (slalom speciale nel 2000)
  - 2 bronzi (slalom gigante nel 1998; slalom speciale nel 2001)